# Konstantin Schamrai

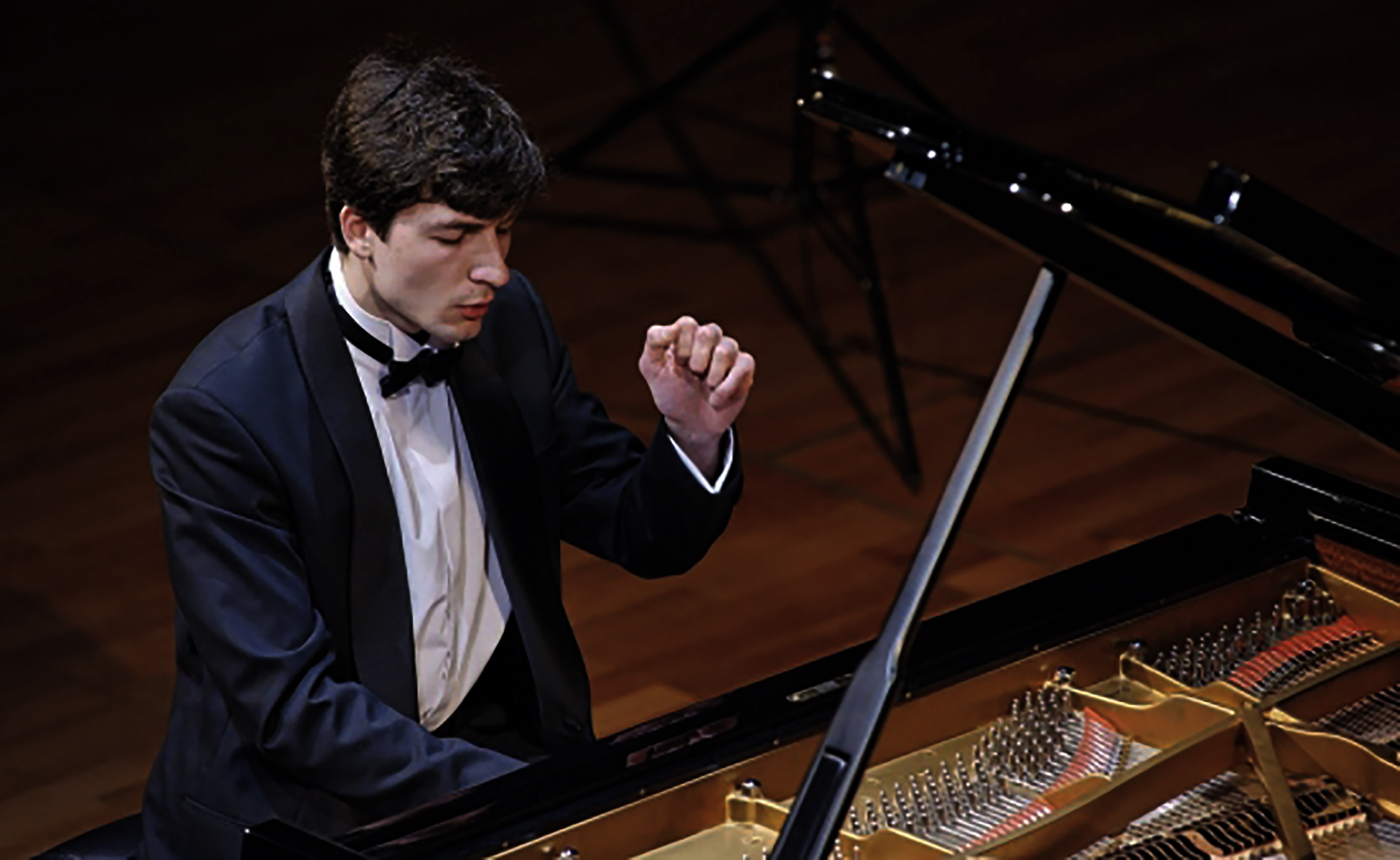
Konstantin Schamrai

Konstantin Schamrai (russisch Константин Шамрай; * 27. Mai 1985 in Nowosibirsk) ist ein russischer Pianist.

## Leben
Schamrai studierte zunächst an der Musikschule Nr. 1 in Kemerowo bei Natalia Knobloch, ab 1996 an der Gnessin Spezialschule für Musik in Moskau und seit 2003 bis jetzt am staatlichen Gnessin-Institut Moskau, anfangs bei Tatjana Selikman und aktuell (2011) bei Wladimir Tropp.
Er war Stipendiat mehrerer internationaler Stiftungen – darunter The New Names, Internationale Wladimir Spiwakow Stiftung, The Performing Art Foundation sowie die Glasunow-Stiftung in München – und absolvierte bereits zahlreiche Konzerte in Russland, Italien, Deutschland, Niederlande, Österreich, Tschechien, in Australien, Singapur, den USA und in China. Er konzertierte dabei mit international anerkannten Orchestern wie den Prager Philharmonikern und den Moskauer Philharmonikern. Inzwischen produzierte er auch einige CDs.
Bereits als Zehnjähriger gewann er bei der Young Pianists Competition in Senigallia den dritten Preis. In den vergangenen Jahren gewann er bei etlichen internationalen Wettbewerben erste und zweite Preise wie der Sydney International Piano Competition 2008, wo er in allen acht Sparten den ersten Preis belegte. Nach seinem überwältigenden Sieg in Sydney gab er 27 Konzerte in allen Staaten Australiens, im Jahr 2009 folgten noch einmal 14 Konzerte, 2010 noch einmal 30 Konzerte in Australien und Singapur. Von nun an folgten weitere Konzerte in Europa, so auch beim Klavierfestival Ruhr. Im Oktober 2011 belegte er den ersten Platz beim Kissinger Klavierolymp und bekam 2013 den Luitpoldpreis des Festivals Kissinger Sommer.
Schamrai ist Mitglied der Moskauer Wagner-Gesellschaft.